# Mathilde Thomas
Pour les articles homonymes, voir Mathilde Thomas-Soyer et Thomas.
Mathilde Thomas, née le 2 décembre 1971 à La Tronche en Isère, est une entrepreneuse française. Elle est la créatrice de la marque de cosmétique Caudalie.

## Biographie

### Origine
Mathilde Thomas est la fille de Daniel et Florence Cathiard, fondateurs de l'enseigne Go Sport (revendue avec leur chaîne de grande distribution Genty-Cathiard au groupe Rallye-Casino en 1992),, et aujourd'hui propriétaires du Château Smith Haut Lafitte, grand cru classé de Graves.

### Formation
Elle est diplômée de l’École Supérieure de Commerce de Nice,.

### Caudalie
C'est en 1993 que Mathilde Cathiard-Thomas fonde, avec son mari Bertrand, la marque Caudalie. 
Un spa vinothérapie, les Sources de Caudalie, est également ouvert sur les terres du château familial de Smith Haut Lafitte en 1999.
Mathilde Thomas dirige aujourd'hui encore la marque avec son mari, se consacrant principalement à la composition des produits et au marketing, tout en étant la principale ambassadrice de l'entreprise familiale dans le monde,.

## Publications
- Avec Corinne Pezard, La santé par le raisin et la vinothérapie : prévention des cancers et des maladies cardio-vasculaires, soins antiâge et minceur, Éditions Médicis, novembre 1998, 122 p. (ISBN 978-2-85327-116-5).
- (en) The French Beauty Solution : Time-Tested Secrets to Look and Feel Beautiful Inside and Out, Penguin, 14 juillet 2015 (ISBN 978-0-698-19846-3, lire en ligne).

## Décoration
- Chevalier de la Légion d'honneur en 2015[8],[9].

#### Internet
- « Mathilde Thomas », sur le Who's Who in France.
- Notices d'autorité :   - VIAF
  - ISNI
  - BnF (données)
  - IdRef
  - LCCN
  - WorldCat
- Notice dans un dictionnaire ou une encyclopédie généraliste :   - Dictionnaire universel des créatrices

#### Presse
- Yasmine Meurisse, « Caudalie : la success story de la marque au raisin », sur Marie France, 27 septembre 2018.
- (en) Fiona Mccarthy, « Mathilde Thomas of skincare brand Caudalíe shares her treasures », sur Mail Online, 9 mars 2014.
- (en) Margaret Kemp, « Frenchwoman who created one of the top beauty brands in the US », sur Financial Times, 29 mai 2015.